# Chassyn (Fluss)
Der Chassyn (russisch Хасы́н) ist ein 115 km langer linker Nebenfluss des Arman in der Oblast Magadan im Fernen Osten Russlands.

## Flusslauf
Der Chassyn entspringt im Kolymagebirge auf etwa 800 m Höhe, 15 km nördlich der Siedlung Karamken. Anfangs fließt der Fluss 25 km in südlicher Richtung durch das Bergland. Die Fernstraße R504, die so genannte Kolymatrasse, folgt zwischen den Flusskilometern 110 und 70 dem Flusslauf. Der Chassyn passiert die Siedlung Karamken. Später wendet sich der Chassyn nach Südsüdwesten und behält den Kurs bis zu seiner Mündung bei. Die Siedlung städtischen Typs Palatka und die Siedlung Chassyn liegen am Flusslauf. Etwa 65 km oberhalb der Mündung trifft die Nelkandscha von Norden kommend auf den Fluss. Am linken Flussufer liegt die Siedlung städtischen Typs Stekolny. Der Flughafen Magadan-Sokol (IATA: GDX) liegt 8 km östlich des Flusslaufs. Bei Flusskilometer 37 mündet der Uptar linksseitig in den Fluss. Dieser mündet schließlich 35 km westnordwestlich der Oblasthauptstadt Magadan in den Arman, 6 km oberhalb dessen Mündung in das Ochotskische Meer. Der Chassyn bildet unterhalb der Einmündung der Nelkandscha einen verflochtenen Fluss.

## Hydrologie
Das Einzugsgebiet des Chassyn umfasst eine Fläche von 3090 km². Der mittlere Abfluss 67 km oberhalb der Mündung beträgt 8,77 m³/s. Von Juni bis September führt der Fluss üblicherweise Hochwasser. Im Juni führt der Chassyn gewöhnlich die größte Wassermenge mit im Mittel 33,85 m³/s. Der Chassyn ist gewöhnlich zwischen Ende Oktober und Mai eisbedeckt.

## Fischfauna
Verschiedene Lachsfische wie Silberlachs, Dolly-Varden-Forelle und Japan-Saibling sowie Äschen nutzen den Fluss zum Laichen.